# سیامک رحیم‌پور
سیامک رحیم‌پور (۱۳۴۲) بازیکن پیشین و مربی فوتبال ایرانی است. رحیم‌پور سابقهٔ بازی در تیم‌های جنوب اهواز، شاهین اهواز، استقلال تهران و تیم ملی فوتبال ایران را دارد و در کادر فنی تیم‌های پاس همدان و استقلال تهران حضور داشته‌است. وی هم اکنون به عنوان مدیر تیم‌های پایه باشگاه فوتبال پیکان تهران مشغول به کار است.